# Horst Schimanski
Horst Schimanski ist eine fiktive Figur aus der ARD-Fernsehreihe Tatort, die vom 28. Juni 1981 an in 29 Folgen (inklusive zweier Kinofilme) als Kriminalhauptkommissar in Duisburg ihren Dienst tat. Schimanski wurde dabei von dem Berliner Schauspieler Götz George (1938–2016) dargestellt.
Nach einer Pause von 1991 bis 1997 trat er in einer eigenständigen Krimi-Serie Schimanski bis 2013 wieder regelmäßig in Aktion. Schimanski wurde in einer von Emnid 2008 durchgeführten Beliebtheitsumfrage anlässlich der 700. Sendung der Reihe auf den ersten Platz aller Tatort-Kommissare gewählt.

## Figur
Die Figur Schimanski wurde von den Drehbuchautoren Bernd Schwamm, Martin Gies, dem Regisseur Hajo Gies und dem Schauspieler Götz George entworfen. Sein Markenzeichen war seine beige-graue M65-Feldjacke, seither umgangssprachlich auch „Schimanski-Jacke“ genannt.
Hauptkommissar Schimanski markierte eine Wende in der Reihe der gradlinigen Tatort-Kommissare (ausgenommen Kressin). Zum ersten Mal wurde ein Kriminalbeamter gezeigt, der keinen Tagesrhythmus hatte, der fluchte, prügelte, mehr als in Maßen Alkohol trank, Currywurst zum Grundnahrungsmittel machte und seine Frauengeschichten ohne Hemmungen offenlegte. Auch machte er oft mobil gegen ausländerfeindliche Vorurteile und pflegte freundschaftliche Beziehungen zu Gastarbeitern, was ihn aus Sicht seiner Chefs zum Spezialisten in Kriminalfällen in diesem Milieu machte. Zur Seite gestellt wurden ihm der stets korrekte und dienstbeflissene Ermittler Kriminalhauptkommissar Thanner sowie später der Niederländer Hänschen (als Personifizierung des westlichen Auslands).
Schnell stürzten sich die Medien auf ihn. Die einen verdammten ihn als „Ruhrpott-Rambo“, die anderen lobten ihn als frischen Wind in den verstaubten ARD-Anstalten. Sogar mit James Bond wurde er verglichen. Schimanski wurde der Actionheld der Deutschen für eine Generation, die statt Krieg und Gehorsam nur Frieden und Konsum kannte. Zehn Jahre ermittelte er und machte die Fäkalsprache, insbesondere das Wort „Scheiße“ salonfähig, sodass Bild 1991 sogar dessen Häufigkeit zählte. Nach seiner Ära versuchte man Nachfolger zu finden, die so ermitteln sollten wie er. Zumindest hat Horst Schimanski das Bild des „Fernsehkommissars“ in Deutschland sehr verändert.
In den restaurierten, der in den Jahren 2021 und 2022 im WDR ausgestrahlten Wiederholungen wird vor Beginn einiger Folgen (beispielsweise Duisburg-Ruhrort) ein Vorspann mit folgendem Text eingeblendet: „Das folgende fiktionale Programm wird, als Bestandteil der Fernsehgeschichte, in seiner ursprünglichen Form gezeigt. Es enthält Passagen mit diskriminierender Sprache und Haltung“.

### Werdegang
Geboren wurde die Figur Schimanski am 9. Oktober 1938 in Stettin (Folge Bis zum Hals im Dreck, 1991) und ist somit gleich alt wie Götz George. Dieses Alter deckt sich mit seiner Altersangabe von 60 Jahren in der Folge Geschwister von 1998. Davon abweichend wurde vier Jahre früher in der Folge Zabou (1987) ein anderes Datum genannt: Bei Einlieferung in ein Krankenhaus werden aus dem Off seine Ausweisdaten vorgelesen, denen zufolge er am 2. November 1943 in Breslau geboren wurde. In der Folge Muttertag ist er 1948 geboren. Im Berliner Filmmuseum ist als Filmrequisite ein Personalausweis ausgestellt, dem zufolge Schimanski am 11. August 1947 in Duisburg geboren ist. Sein vollständiger Name ist laut einer Standesbeamtin zu Beginn der Folge Kinder der Hölle Horst Karl Georg Schimanski.
Auch die restliche Biografie variiert häufig. Schimanski wuchs ohne Vater in einfachsten Verhältnissen in einem Arbeiterviertel in Duisburg-Homberg auf, lebte zeitweise auf einem Bauernhof sowie auch in einem Kinderheim. Laut Das Mädchen auf der Treppe ist sein Vater im Krieg gefallen. In großen Teilen floss Götz Georges eigene Biografie in Schimanskis Lebensweg ein.
Durch Folgen wie Freunde (1986) ist bekannt, dass Schimanski fast auf die schiefe Bahn geraten wäre. Königsberg erwähnt einmal bei einer Festnahme die Vermutung, dass Schimanski bei einem Autodiebstahl der Komplize gewesen sei. Dennoch habe er Schimanski zur Laufbahn als Polizist geraten. In Blutsbrüder und Asyl der neuen Serie wird dies zum Teil auch bekräftigt.
Im Roman „Schimanski“ breitet Felix Huby eine Biografie aus, die sich von den Tatortfolgen grundlegend unterscheidet. Demnach habe sich Schimanskis Vater Georg nach dem Krieg von seiner Familie abgesetzt. Ende der 1960er Jahre habe Schimanski kurzzeitig Jura studiert, aber das Studium während der politischen Studentenunruhen abgebrochen, um sich an den Straßenkämpfen zu beteiligen.
Nach seinem Abschied vom Polizeidienst 1991 wanderte Schimanski nach Belgien aus. Dort lernte er seine Lebensgefährtin Marie-Claire (Denise Virieux) kennen, lebte auf einem Hausboot und betätigte sich als Boxtrainer. Nachdem Thanner 1997 ermordet worden war, wurde Schimanski von der Düsseldorfer Staatsanwaltschaft erstmals wieder nach Duisburg gerufen. Als freier Ermittler sollte er den Mord an Thanner aufklären. Seit 2006 lebt Schimanski wieder in Duisburg.

## Wiederkehrende Nebenfiguren

### Kriminalhauptkommissar Christian Thanner
Thanner war Schimanskis Partner (laut Folge Moltke) seit 1977 und starb in der Folge Die Schwadron (1997), nachdem ihn ein Betonmischer-Lkw in der Telefonzelle niedergewalzt hatte. Die Rolle wurde von 1981 bis 1991 von Eberhard Feik verkörpert. Da Feik 1994 verstorben war, musste Thanner in der ersten neuen Schimanski-Serienfolge (mittels eines Doubles) den Serientod sterben. Thanner war das genaue Gegenteil von Schimanski. Er war intellektuell, hielt sich fast peinlich genau an Dienstvorschriften. Er war gegenüber Schimanski der ausgleichende Part, der ruhig und sachlich und nicht impulsiv und aufbrausend war. Ebenfalls wurde die Herangehensweise, wie Fälle zu lösen sind von beiden Kommissaren unterschiedlich aufgefasst, so dass Thanner weniger investigativ auftrat oder auf eigene Faust ermittelte.
Zu Anfang hatte er eine Freundin, Sylvia, meist als Lehrerin dargestellt. Sein äußeres Markenzeichen war ein großer Schnauzbart. Er vermittelte mit seinem Auftreten den Stereotyp des Beamten, er trug zumeist Anzug, Krawatte oder Fliege. In der Folge Der Tausch wagt er sich im Lederdress in die Disco. In den Kinofilmen wirkte er etwas entschlossener oder war mit einem modischen Hut (Zabou) zu sehen. Im Gegensatz zu Schimanski war das Verhalten gegenüber Anderen meist höflich und zuvorkommend. Er konnte aber auch anders und agierte dann eher groß und bestimmend.

### Kriminaloberrat Karl Königsberg
Königsberg war von 1981 bis 1988 der Vorgesetzte von Schimanski und Thanner. Er war verheiratet mit Erika und half den beiden auch mal aus der Klemme oder verteidigte sie vor höheren Instanzen. Seine Mitarbeiter nannten ihn Klops (bezogen auf Königsberger Klopse). Mehrmals muss er Schimanski suspendieren. In der Folge Der Fall Schimanski hilft er ihm sogar, indem er ihn an eine Freundin als Leibwächter vermittelt. Karl Königsberg tauchte nochmals in der Folge Schimanski muss leiden der neuen Serie auf, wo er den Krebstod an seinem Geburtstag im Krankenhaus in Hamburg stirbt. Gespielt wurde er von Ulrich Matschoss.

### Schubert
Assistent Schubert wurde 1981 zweimal von Michael Lesch verkörpert. Er machte die Hintergrundarbeiten für das Duo Schimanski-Thanner, bevor Hänschen dazustieß. In der ersten Folge Duisburg-Ruhrort wird er von Thanner dafür gemaßregelt, dass er die Dienstwaffe bei einem Fluchtversuch einsetzen will.

### Hänschen
Der Charakter Hänschen (mit vollem Namen (vgl. Folge Der Fall Schimanski) Hans Scherpenzeel van Maaskant-Schoutens) ist ein niederländischer Polizist, der eigentlich an die deutsche Polizei in Duisburg ausgeliehen, dann aber zum zweiten festen Kollegen von Schimanski wurde. Er wird von Chiem van Houweninge dargestellt. Er kam 1982 in der Folge Der unsichtbare Gegner hinzu und entwickelte sich zum Hintergrund-Ermittler, der auch mal Nachtschichten schieben muss. Bereitschaftsdienste werden ihm auch gerne übertragen. Schimanski schätzt ihn als zuverlässig ein und greift auf ihn zurück, wenn er sich mit Thanner wieder einmal zerstritten hat. In den neunziger Jahren wechselt er zu Interpol. Von dort aus kam er 1999 in der Folge Sehnsucht zurück nach Duisburg und war als Hauptkommissar gemeinsam mit Hunger für die Mordermittlungen zuständig. Als alter Hase hatte er nun öfter mit Rückenproblemen zu kämpfen und versuchte, seinen Dienst in einem nunmehr ruhigeren Fahrwasser bis zur Pension zu verrichten.

### Kriminalrat Kissling
Kissling war von 1981 bis 1985 zweimal als Vertretung für Königsberg im Polizeirevier zugegen. Er ist ein absoluter Gegner von Polizisten wie Schimanski und versuchte seine Ermittlungsmethoden innerhalb von Dienstvorschriften zu integrieren. Er wurde von Werner Schwuchow dargestellt, der oft neben Götz George beispielsweise in Aus einem deutschen Leben oder später in den Schulz-&-Schulz-Filmen zu sehen war.

### Dr. Born
Ähnlich wie Kissling versuchte er, Schimanskis rauer Ermittlungsmethoden mit Dienstvorschriften und Abmahnungen Herr zu werden. Meist erschien er im Büro der Kommissare und wusste zumeist besser als sie, wie man den Fall löst. In der Folge Kuscheltiere jedoch zeigte er Mitgefühl wegen Schimanskis Suspendierung. Dargestellt wurde er von Christoph Hofrichter in den Tatort-Folgen von 1982. Eine ähnliche, etwas mehr auf Komik basierende Rolle verkörperte Hofrichter in Didi und die Rache der Enterbten als Langenhagen.

### Schäfer
Die Figur Schäfer wurde 1987 eingeführt. Im Film Zabou wurde Schäfer von Dieter Pfaff verkörpert. Im Kinofilm ist Schäfer ein langjähriger Streifenkollege von Schimanski, in den Tatort-Folgen (von Ludger Pistor dargestellt) ein Anfänger, der noch nie eine Leiche gesehen hat. Schäfer ist ein schüchterner Beamter, der immer zwischen Schimanskis Gespür und Thanners Genauigkeit steht.

### Kriminaloberrat Ossmann
Nachdem Königsberg 1988 in Pension gegangen war, wurde Kriminaloberrat Ossmann von der Sitte den beiden Ermittlern als Chef vorgesetzt. Ossmann, von Gerhard Olschewski gespielt, hat nicht viel Ahnung von den Ermittlungsmethoden in der Mordkommission und schickt beide sogar in der Folge Blutspur auf die Jagd nach einem Sexualstraftäter, der sich an Kindern vergeht, was gar nicht in ihrem Ermittlungsrahmen liegt. Durch eine missverständliche Beobachtung (er begrüßt seinen Sohn mit einem Kuss) glauben die Ermittler anfangs sogar, er sei homosexuell. Später wird er nach Köln versetzt. Schimanski und Thanner ermitteln ab 1990 ohne Vorgesetzten.

### Oberstaatsanwältin Ilse Bonner
Mit dem Beginn der neuen Serie Schimanski ab 1997 ist Ilse Bonner eine Staatsanwältin aus Düsseldorf, die auch im Bereich Duisburg schwere Fälle aufzuklären hat. Sie wird von Geno Lechner gespielt und wirkt wie eine Lehrerin auf Schimanski. Seinen Annäherungsversuchen kann sie immer geschickt ausweichen, und er bekommt auch schon mal eine Ohrfeige verpasst. Nach drei Folgen wurde sie ersetzt.

### Krieger und Scholl
Als ausführende Beamte stehen Bonner und später auch Schäfer das Duo Krieger (Matthias Redlhammer) und Scholl (Robert Viktor Minich) zur Seite, die Schimanski aufgrund ihrer meist arroganten und gleichzeitig naiven Art gar nicht leiden kann. Die beiden Figuren verschwanden ab 1999 aus der Serie.

### Tobias Schrader
Schrader (gespielt von Steffen Wink) war Schimanskis zugeteilter Kollege, der in der ersten Folge Die Schwadron als korrupter Polizist entlarvt werden sollte, was sich aber als falsch erwies. Er war das adrette und junge Gegenteil von Schimanski mit Laptop sowie Handy als Symbol moderner Polizeiarbeit. Es sollte ein Gegenpol zu Schimanskis altem Kollegen Thanner gebildet werden, der völlig andere Eigenschaften hatte. Steffen Wink hatte zu hohe Gagenforderungen und stieg bereits nach fünf Folgen aus.

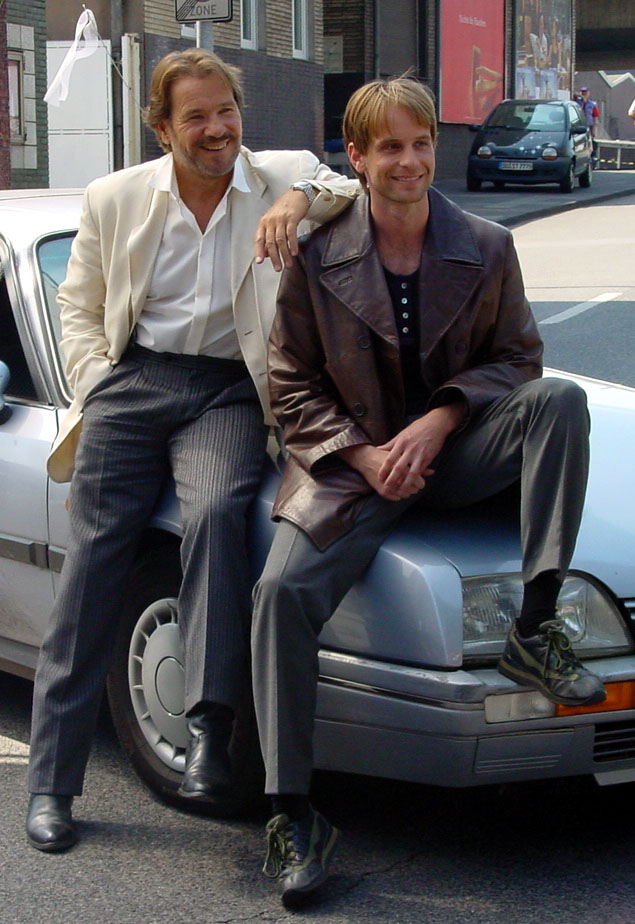
Götz George 2001 bei Dreharbeiten mit Julian Weigend, der den Duisburger Hauptkommissar Hunger spielt

### Oberstaatsanwältin Julia Schäfer
Sie war die Nachfolgerin von Ilse Bonner als Staatsanwältin. Eingeführt in der Folge Muttertag, hatte sie auch eine gewisse Anziehungskraft auf Schimanski. Später jedoch entwickelte Hunger Gefühle für sie (Schimanski muss leiden), die sie jedoch mit geschicktem Charme abblockte. Sie wurde von 1998 bis 2000 von Suzanne von Borsody verkörpert.

### Thomas Hunger
Ursprünglich wurde die Figur (als Nachfolger von Schrader) des Kriminalhauptkommissars Hunger als Beamter vom Staatsschutz eingeführt. Gespielt wurde er seit 1999 von Julian Weigend. Später wurde er Mordermittler bei der Duisburger Polizei und Kollege von Hänschen. Er ist ein eher lässiger Beamter, der Schimanski immer gern auf die Veränderungen der heutigen Zeit aufmerksam machen wollte. Zu Anfang pflegt er regelmäßige Freundschaften, aber später verlässt ihn sein Liebesglück, und er suchte es sogar im Internet (Das Geheimnis des Golem). Er liebt außerdem die asiatische Kultur und nervte Schimanski und andere oft mit asiatischen Spruchweisheiten.

## Polizeiliches Umfeld
Da die Handlung in Duisburg spielt, wurde überwiegend darauf geachtet, dass die Fahrzeuge und Uniformen denen der nordrhein-westfälischen Polizei entsprechen. In einigen Folgen (z. B. in Der Tausch) ist zu sehen, dass einige Szenen in München bei der Bavaria Film gedreht worden sind. Die Polizeifahrzeuge sind plötzlich mit bayerischer Polizeifarbgebung (weiß mit grünen Streifen) ausgestattet und vom Modell (BMW 5er). Anfangs bis zum Jahr 1989 sind die Beamten, die Schimanski auch abwertend Trachtengruppe nennt, wie auch Schimanski und Thanner selbst, mit einer für deutsche Polizeiverhältnisse ungewöhnlichen M1911 (BGS P51/52) von Colt (Bruni ME8 General Replicas von Cuno Melcher, Solingen) ausgerüstet, später dann aber auch mit dem damaligen Polizeimodell Walther PPK. 1989 ändert sich dies und Thanner ist mit einer P225 von SIG-Sauer ausgerüstet, während Schimanski noch auf die alte Waffe vertraut. Doch nach dem Start der neuen Serie 1997 ist auch er mit der Standardwaffe ausgerüstet.

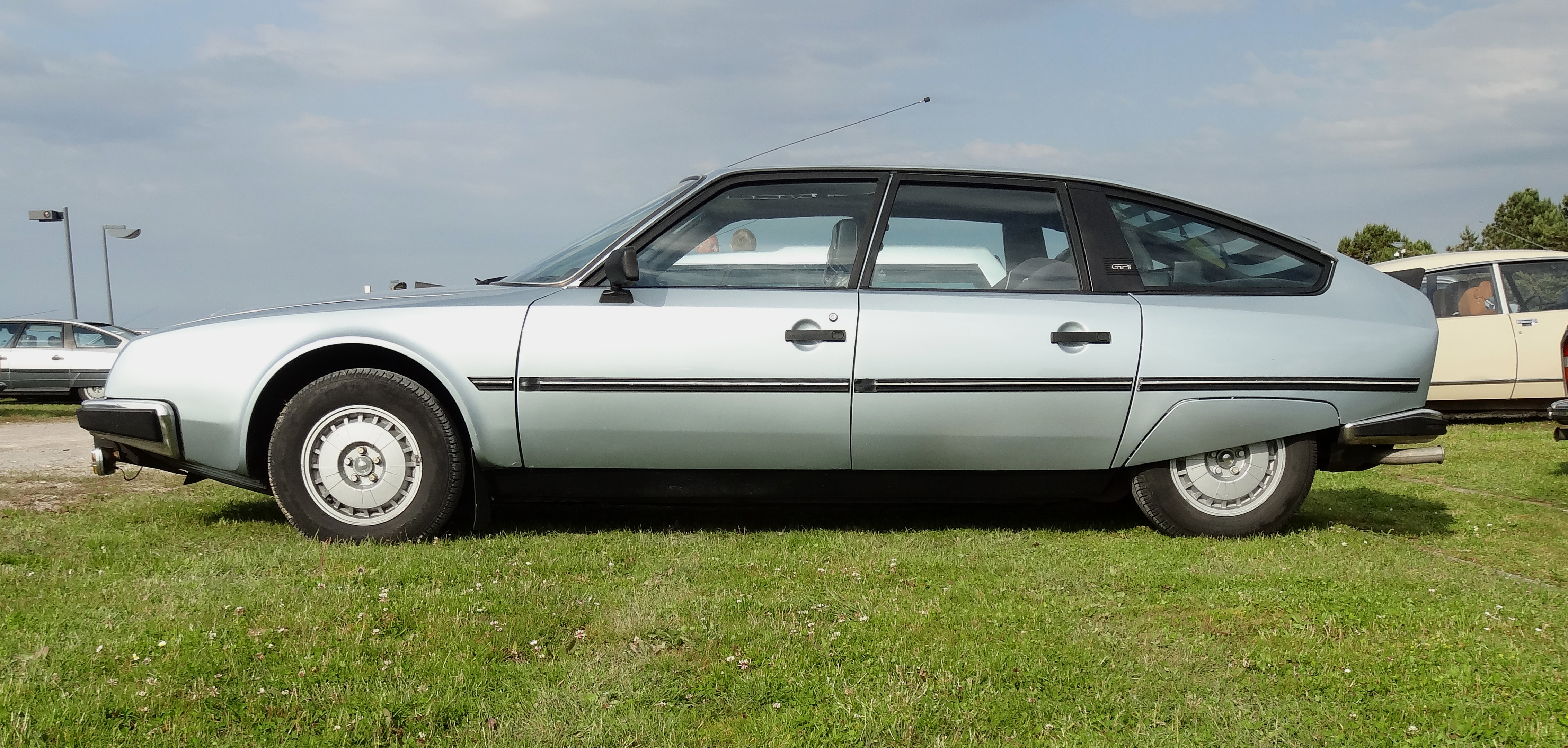
Citroën CX

Die Dienstfahrzeuge von Thanner und Schimanski ändern sich dagegen öfter. Bei Thanner ist aber eine Struktur zu erkennen. Er beginnt mit einem Ford Taunus, bekommt 1982 einen Ford Granada und 1985 einen Ford Scorpio. Von 1988 bis 1991 wechselt er zwischen japanischen und schwedischen Marken wie Subaru (Blutspur), Saab 9000 oder Volvo 760. Auch ein Audi (Katjas Schweigen) ist dabei. Schimanski fährt entweder das Auto von Thanner oder unterschiedliche Fahrzeuge wie Ford Sierra (Miriam) oder Alfa Romeo (Schwarzes Wochenende) bis 1985. Mit dem ersten Kinofilm Zahn um Zahn erhält er seinen silbernen Citroën CX (Baureihe 1974–1985), der sich zweimal in der Farbe ändert (CX GTi Turbo, erst schwarz, dann weinrot) oder durch den Nachfolger Citroën XM (1991) ersetzt wird. Seit zirka 1999 dann wieder einen CX (Baureihe 1985–1991), um als Markenzeichen eine Verbindung zu den alten Tatort-Folgen aufzubauen.

## Besondere Gastauftritte
In den Schimanski-Tatorten sowie im Spin-off traten auch einige Darsteller auf, die bereits als Ermittler im Tatort gespielt hatten.
- 1986: Dieter Eppler (1970/73 SR-Ermittler Liersdahl)
- 1988: Henry van Lyck (1978–1980 Assistent von SWF-Ermittlerin Buchmüller)
- 1998: Christoph Waltz (1987 ORF-Ermittler Harald Passini).
- 2013: Anna Loos (1997–2000 Assistentin Lizzy Pütz der WDR-Ermittler Ballauf und Schenk).

Andere Täter und Nebenfiguren waren später selbst Ermittler im Tatort. Dazu gehörten
- 1981/85: Charles Brauer (1986–2001 NDR-Ermittler neben Stoever)
- 1981: Günther Maria Halmer (1986 einmaliger BR-Ermittler)
- 1982: Günter Lamprecht (1991–1995 SFB-Ermittler)
- 1984: Dietmar Bär (seit 1997 WDR-Ermittler)
- 1985: Martin Lüttge (1992–1997 Schimanskis Nachfolger)
- 1985: Dominic Raacke (1999–2014 SFB/RBB-Ermittler)
- 1987: Lutz Reichert (1986–1993 als Meier 2 in den NDR-Tatorten)
- 1988: Miroslav Nemec (seit 1991 BR-Ermittler)
- 1989: Sabine Postel (1999–2019 RB-Ermittlerin)
- 1990: Klaus J. Behrendt (seit 1992 WDR-Ermittler)
- 1991: Andrea Sawatzki (2002–2011 HR-Ermittlerin)
- 2004: Nina Kunzendorf (2011–2013 HR-Ermittlerin)
- 2013 Vladimir Burlakov (seit 2020 SR-Ermittler)

Des Weiteren waren auch einige Ermittler-Darsteller anderer Krimi-Serien zu Gast wie Reinhard Glemnitz (Der Kommissar), Jan Fedder (Großstadtrevier), Despina Pajanou (Doppelter Einsatz), Leonard Lansink (Wilsberg), Franz Buchrieser (Kottan ermittelt), Dieter Pfaff (Sperling, Der Dicke), Heiner Lauterbach (Eurocops), Klaus Wennemann (Der Fahnder), Gerd Silberbauer (SOKO 5113), Jürgen Heinrich (Wolffs Revier), Mišel Matičević (Zorn), sowie Peter Borgelt (Polizeiruf 110), Andreas Schmidt-Schaller (Polizeiruf 110, SOKO Leipzig) und Katrin Sass (Polizeiruf 110).
Eine besondere Anzahl von Gastauftritten hatte die Schauspielerin Brigitte Janner, die mit dem Schimanski-Regisseur Hajo Gies liiert war und seit 2005 verheiratet ist. Sie trat in den Folgen Duisburg-Ruhrort (Ehefrau des Tatverdächtigen), Zweierlei Blut (Lebensgefährtin des Mordopfers), Zahn um Zahn (Stewardess) und Der Fall Schimanski (Psychologin) auf. Ihr Sohn Zacharias Preen hatte in Zweierlei Blut die Rolle ihres Filmsohnes.

## Filmografie

### Fernsehreihe „Tatort“
| Fall | Titel                      | Erstausstrahlung                               | Folge | Staffel & Folge | Autor                                                    | Regie            | Besonderheiten |
| ---- | -------------------------- | ---------------------------------------------- | ----- | --------------- | -------------------------------------------------------- | ---------------- | --- |
| 1    | Duisburg-Ruhrort           | 28. Jun. 1981                                  | 126   | S12E07          | Thomas Wittenburg, Horst Vocks                           | Hajo Gies        | Erster Schimanski-Tatort |
| 2    | Grenzgänger                | 13. Dez. 1981                                  | 131   | S12E12          | Felix Huby                                               | Ilse Hofmann     | |
| 3    | Der unsichtbare Gegner     | 07. Mär. 1982                                  | 134   | S13E03          | Horst Vocks, Thomas Wittenburg                           | Hajo Gies        | |
| 4    | Das Mädchen auf der Treppe | 27. Jun. 1982                                  | 138   | S13E07          | Martin Gies                                              | Peter Adam       | |
| 5    | Kuscheltiere               | 12. Dez. 1982                                  | 143   | S13E12          | Chiem van Houweninge                                     | Hajo Gies        | |
| 6    | Miriam                     | 04. Apr. 1983                                  | 146   | S14E03          | Horst Vocks, Thomas Wittenburg, Peter Adam               | Peter Adam       | |
| 7    | Kielwasser                 | 25. Mär. 1984                                  | 156   | S15E04          | Chiem van Houweninge                                     | Hajo Gies        | |
| 8    | Zweierlei Blut             | 22. Jul. 1984                                  | 159   | S15E07          | Fred Breinersdorfer, Felix Huby                          | Hajo Gies        | |
| 9    | Rechnung ohne Wirt         | 09. Dez. 1984                                  | 164   | S15E12          | Peter Adam                                               | Peter Adam       | |
| 10   | Doppelspiel                | 31. Mär. 1985                                  | 167   | S16E03          | Christoph Fromm                                          | Hajo Gies        | |
| 11   | Das Haus im Wald           | 18. Aug. 1985                                  | 171   | S16E07          | Peter Adam                                               | Peter Adam       | |
| 12   | Der Tausch                 | 13. Apr. 1986                                  | 180   | S17E04          | Hartmut Grund, Chiem van Houweninge                      | Ilse Hofmann     | |
| 13   | Schwarzes Wochenende       | 10. Aug. 1986                                  | 184   | S17E08          | Bernd Schwamm, Dominik Graf, Michael Hatry               | Dominik Graf     | |
| 14   | Freunde                    | 28. Dez. 1986                                  | 188   | S17E12          | Horst Vocks, Thomas Wittenburg                           | Klaus Emmerich   | |
| 15   | Spielverderber             | 08. Jun. 1987                                  | 194   | S18E06          | Felix Huby, Hartmut Grund                                | Pete Ariel       | |
| 16   | Zahn um Zahn               | 10. Okt. 1985 (Kino) 27. Dez. 1987 (Fernsehen) | 200   | S18E12          | Horst Vocks, Thomas Wittenburg, Hartmut Grund, Hajo Gies | Hajo Gies        | Lief 1985, vor der Fernsehausstrahlung, als erster Tatort in Deutschland im Kino. Fernsehversion im 4:3-Format |
| 17   | Gebrochene Blüten          | 01. Mai 1988                                   | 205   | S19E05          | Martin Gies                                              | Hajo Gies        | |
| 18   | Einzelhaft                 | 21. Aug. 1988                                  | 209   | S19E09          | Frank Göhre                                              | Theodor Kotulla  | |
| 19   | Moltke                     | 28. Dez. 1988                                  | 214   | S19E14          | Jan Hinter, Thomas Wesskamp, Axel Götz                   | Hajo Gies        | Adolf-Grimme-Preis mit Gold für Hajo Gies, Götz George und Eberhard Feik |
| 20   | Der Pott                   | 09. Apr. 1989                                  | 217   | S20E03          | Axel Götz, Thomas Wesskamp                               | Karin Hercher    | |
| 21   | Blutspur                   | 20. Aug. 1989                                  | 222   | S20E08          | Peter Steinbach                                          | Werner Masten    | Erst 1999 das erste Mal wiederholt wegen übermäßiger Darstellung von Gewalt gegen Minderheiten. |
| 22   | Katjas Schweigen           | 03. Dez. 1989                                  | 225   | S20E11          | Uwe Erichsen                                             | Hans Noever      | |
| 23   | Medizinmänner              | 13. Mai 1990                                   | 230   | S21E04          | Chiem van Houweninge                                     | Peter Carpentier | |
| 24   | Zabou                      | 5. März 1987 (Kino) 22. Juli 1990 (Fernsehen)  | 232   | S21E06          | Martin Gies, Axel Götz                                   | Hajo Gies        | Lief 1987 zunächst als Kinofilm; 1990 als Fernsehversion im 4:3-Format |
| 25   | Schimanskis Waffe          | 02. Sep. 1990                                  | 234   | S21E08          | Uwe Erichsen, Hans Noever, Wolfgang Hesse                | Hans Noever      | |
| 26   | Unter Brüdern              | 28. Okt. 1990                                  | 235   | S21E09          | Helmut Krätzig, Veith von Fürstenberg                    | Helmut Krätzig   | Koproduktion mit dem DFF für die Reihe Polizeiruf 110, Fuchs und Grawe als Polizeiruf-Ermittler. Eine Fortsetzung ohne Götz George wurde 1991 unter dem Titel Thanners neuer Job für die Sendereihe Polizeiruf 110 gedreht. |
| 27   | Bis zum Hals im Dreck      | 09. Jun. 1991                                  | 244   | S22E07          | Chiem van Houweninge, unter Mitarbeit von Wolfgang Hesse | Peter Carpentier | |
| 28   | Kinderlieb                 | 27. Okt. 1991                                  | 250   | S22E13          | Gaby Pauler, Hartmut Grund                               | Ilse Hofmann     | |
| 29   | Der Fall Schimanski        | 29. Dez. 1991                                  | 252   | S22E15          | Axel Götz, Thomas Wesskamp                               | Hajo Gies        | (Gastauftritt Palu); Bayerischer Fernsehpreis 1992 für Götz George und Hajo Gies; Letzter Fall Schimanskis beim Tatort, ab 1997 tritt Schimanski in einer gleichnamigen Serie auf                                           |

### Filmreihe „Schimanski“
| Folge | Erstausstrahlung | Titel                   | Regisseur          | Drehbuch                               | Anmerkung                                                                                               |
| ----- | ---------------- | ----------------------- | ------------------ | -------------------------------------- | --- |
| 1     | 9. Nov. 1997     | Die Schwadron           | Josef Rusnak       | Josef Rusnak Matthias Seelig           | Tod des ehemaligen Kollegen Thanner                                                                     |
| 2     | 16. Nov. 1997    | Blutsbrüder             | Hajo Gies          | Hansjörg Thurn                         | |
| 3     | 23. Nov. 1997    | Hart am Limit           | Hajo Gies          | Uwe Erichsen Hartmut Grund Horst Vocks | |
| 4     | 25. Okt. 1998    | Muttertag               | Mark Schlichter    | Horst Vocks                            | |
| 5     | 15. Nov. 1998    | Rattennest              | Hajo Gies          | Horst Vocks                            | |
| 6     | 6. Dez. 1998     | Geschwister             | Mark Schlichter    | Horst Vocks                            | Gastauftritt von Eberhard Feik post mortem mit Hilfe von Archivszenen aus Der Pott und Katjas Schweigen |
| 7     | 14. Nov. 1999    | Sehnsucht               | Hajo Gies          | Hansjörg Thurn                         | |
| 8     | 12. Nov. 2000    | Tödliche Liebe          | Andreas Kleinert   | Christa Kosmala                        | |
| 9     | 3. Dez. 2000     | Schimanski muss leiden  | Matthias Glasner   | Michael Klaus                          | Abschied von Schimanskis ehemaligem Chef Königsberg                                                     |
| 10    | 9. Dez. 2001     | Kinder der Hölle        | Edward Berger      | Hansjörg Thurn                         | |
| 11    | 8. Dez. 2002     | Asyl                    | Edward Berger      | Horst Vocks                            | |
| 12    | 11. Jan. 2004    | Das Geheimnis des Golem | Andreas Kleinert   | Mario Giordano                         | |
| 13    | 26. Jun. 2005    | Sünde                   | Manfred Stelzer    | Hansjörg Thurn                         | |
| 14    | 22. Apr. 2007    | Tod in der Siedlung     | Torsten C. Fischer | Horst Vocks Lars Böhme                 | Folge zum 25. Jubiläum mit Szenen-Hommage der Eingangssequenz von Duisburg-Ruhrort                      |
| 15    | 20. Jul. 2008    | Schicht im Schacht      | Thomas Jauch       | Jürgen Werner                          | Mit Archivszenen aus Der Fall Schimanski                                                                |
| 16    | 30. Jan. 2011    | Schuld und Sühne        | Thomas Jauch       | Jürgen Werner                          | 30. Jubiläumsfolge der Figur                                                                            |
| 17    | 10. Nov. 2013    | Loverboy                | Kaspar Heidelbach  | Jürgen Werner                          | |

## Filmmusik
| Künstler                   | Titellied                                   | Folge                           | Jahr |
| -------------------------- | ------------------------------------------- | ------------------------------- | ---- |
| The Shangri-Las            | Leader of the Pack                          | Duisburg-Ruhrort                | 1981 |
| Toy                        | Suspicion                                   | Duisburg-Ruhrort                | 1981 |
| Marius Müller-Westernhagen | Hier in der Kneipe fühl ich mich frei       | Grenzgänger                     | 1981 |
| Marius Müller-Westernhagen | Sex                                         | Grenzgänger                     | 1981 |
| Tangerine Dream            | Das Mädchen auf der Treppe (White Eagle)    | Das Mädchen auf der Treppe      | 1982 |
| Thilo von Westernhagen     | Kuscheltiere                                | Kuscheltiere                    | 1982 |
| Thilo von Westernhagen     | Schimanskis Traum                           | Der unsichtbare Gegner          | 1982 |
| Tangerine Dream            | Daydream                                    | Miriam                          | 1983 |
| Tangerine Dream            | Moorland                                    | Miriam                          | 1983 |
| Panarama                   | In This World                               | Kielwasser                      | 1984 |
| Toni Miccoli               | Mari                                        | Rechnung ohne Wirt              | 1984 |
| David Knopfler             | Double Dealing                              | Doppelspiel                     | 1985 |
| Mark Spiro                 | Winds of Change                             | Das Haus im Wald                | 1985 |
| Klaus Lage Band            | Faust auf Faust (Schimanski)                | Zahn um Zahn                    | 1985 |
| Chris Norman               | Midnight Lady                               | Der Tausch                      | 1986 |
| Irmin Schmidt              | Roll On Euphrates                           | Freunde                         | 1986 |
| Joe Cocker                 | Now That You’re Gone                        | Zabou                           | 1987 |
| Klaus Lage                 | Nie wieder Kind (Instr.)                    | Zabou                           | 1987 |
| Concrete Blonde            | Joey                                        | Zabou*                          | 1990 |
| The Animals                | We Got to Get Out of this Place             | Zabou*                          | 1990 |
| Bolland & Bolland          | Tears of Ice                                | Spielverderber                  | 1987 |
| Chris Norman               | Broken Heroes                               | Gebrochene Blüten               | 1988 |
| Roger Chapman              | Slap Bang in the Middle                     | Einzelhaft                      | 1988 |
| Blue System                | Silent Water                                | Moltke                          | 1988 |
| Rio Reiser                 | Über Nacht                                  | Der Pott                        | 1989 |
| Fritz Brause               | Only Lies                                   | Blutspur                        | 1989 |
| Tony Carey                 | I Feel Good                                 | Katjas Schweigen                | 1989 |
| Azra                       | Only Love Can Help                          | Medizinmänner                   | 1990 |
| Etta Scollo                | Stai                                        | Schimanskis Waffe               | 1990 |
| Klaus Lage                 | Hand in Hand                                | Unter Brüdern                   | 1990 |
| Chi Coltrane               | I Just Want to Rule My Own Life without You | Bis zum Hals im Dreck           | 1991 |
| Bonnie Tyler               | Against the Wind                            | Der Fall Schimanski             | 1991 |
| Bed & Breakfast            | Stay Together                               | Schimanski: Die Schwadron       | 1997 |
| Chris Rea                  | Blue Cafe                                   | Schimanski: Blutsbrüder         | 1997 |
| Roland Kaiser              | Midnight Lady (German Version)              | Schimanski: Hart am Limit       | 1997 |
| The Brandalls              | Wonderfly                                   | Schimanski: Rattennest          | 1998 |
| Bell, Book & Candle        | Bliss in My Tears                           | Schimanski: Geschwister         | 1998 |
| Liv Kristine               | One Love                                    | Schimanski: Sehnsucht           | 1999 |
| Radiohead                  | Bullet Proof. I Wish I Was                  | Schimanski: Tödliche Liebe      | 2000 |
| Jethro Tull                | Wond’ring Aloud                             | Schimanski: Tod in der Siedlung | 2007 |
| Gary Jules                 | Mad World                                   | Schimanski: Schuld und Sühne    | 2011 |

* Das Lied der Animals und Concrete Blonde im Film Zabou sind nur in der Tatort-Fernsehfassung enthalten.

## DVD-Veröffentlichungen
Alle 17 zwischen 1997 und 2013 produzierten TV-Filme wurden am 19. Oktober 2016 auf 9 DVDs als „Schimanski – Die Gesamtkollektion“ von EuroVideo veröffentlicht. Am 4. November 2016 brachte die Icestorm Group in Kooperation mit der ARD auf 14 DVDs alle 27 zwischen 1981 und 1991 produzierten Tatort-Folgen in der „Ermittlerbox Schimanski“ auf den Markt. Die beiden Kinofilme „Zahn um Zahn“ und „Zabou“ hatte EuroVideo bereits 2008 jeweils als Einzel-DVD produziert. 2023 erschien nochmal eine Komplettbox aller Tatort-Folgen (inkl. der Kinofilme).

## Horst-Schimanski-Gasse
Nach mehreren Anläufen beschloss die zuständige Bezirksvertretung der Stadt Duisburg im März 2014, eine kleine, bis dahin namenlose Straße im Stadtteil Ruhrort, die als Drehort für einen der Krimis diente, Horst-Schimanski-Gasse zu nennen. Der Benennung ging eine längere Debatte voraus, da laut Stadtverwaltung Duisburg öffentliche Straßen oder Plätze grundsätzlicherweise nicht nach fiktiven und urheberrechtlich geschützten Figuren oder noch lebenden Personen benannt werden dürfen. Der ursprüngliche Vorschlag einer Benennung als Schimmi-Gasse wurde verworfen, da nicht zu klären war, wer die Rechte an dem Begriff „Schimmi“ besitzt und eine Verwechslung mit dem ehemaligen Fußballnationalspieler Horst Szymaniak möglich wäre.
Am 16. September 2022 wurde eine von der Künstlerin Carolin Höbing geschaffene Büste Schimanskis am Eingang zur Horst-Schimanski-Gasse enthüllt.

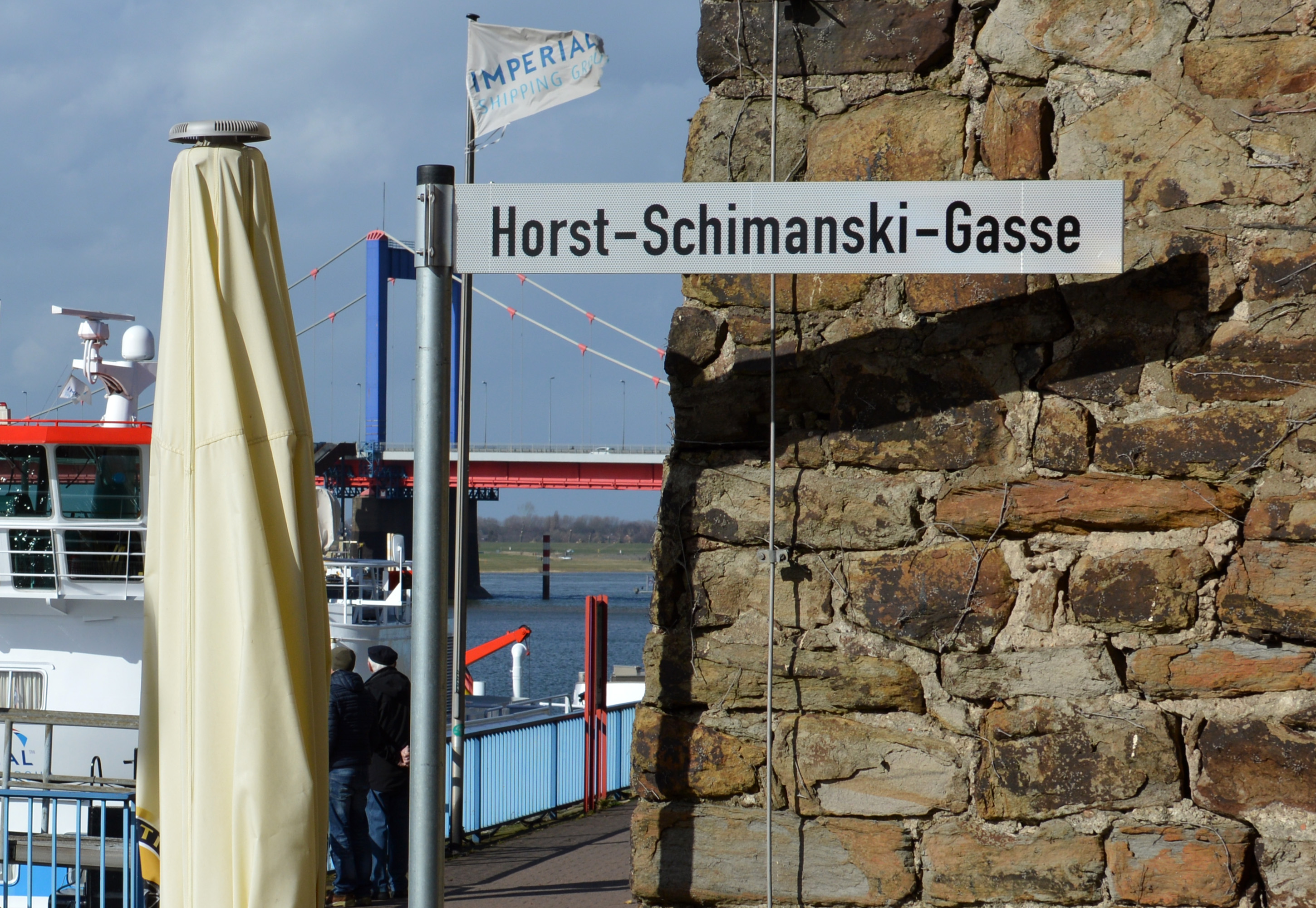
Straßenschild
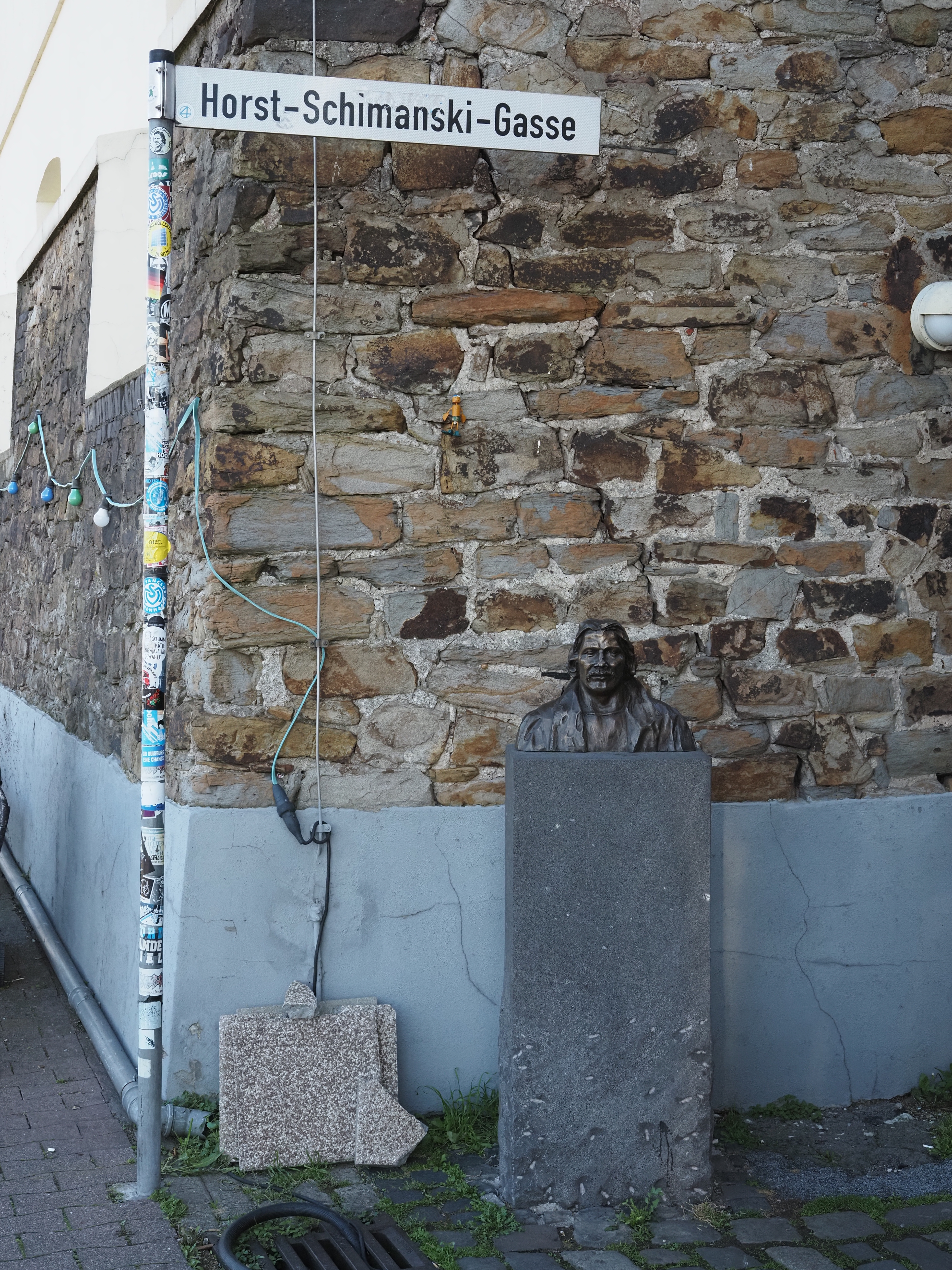
Straßenschild und Büste
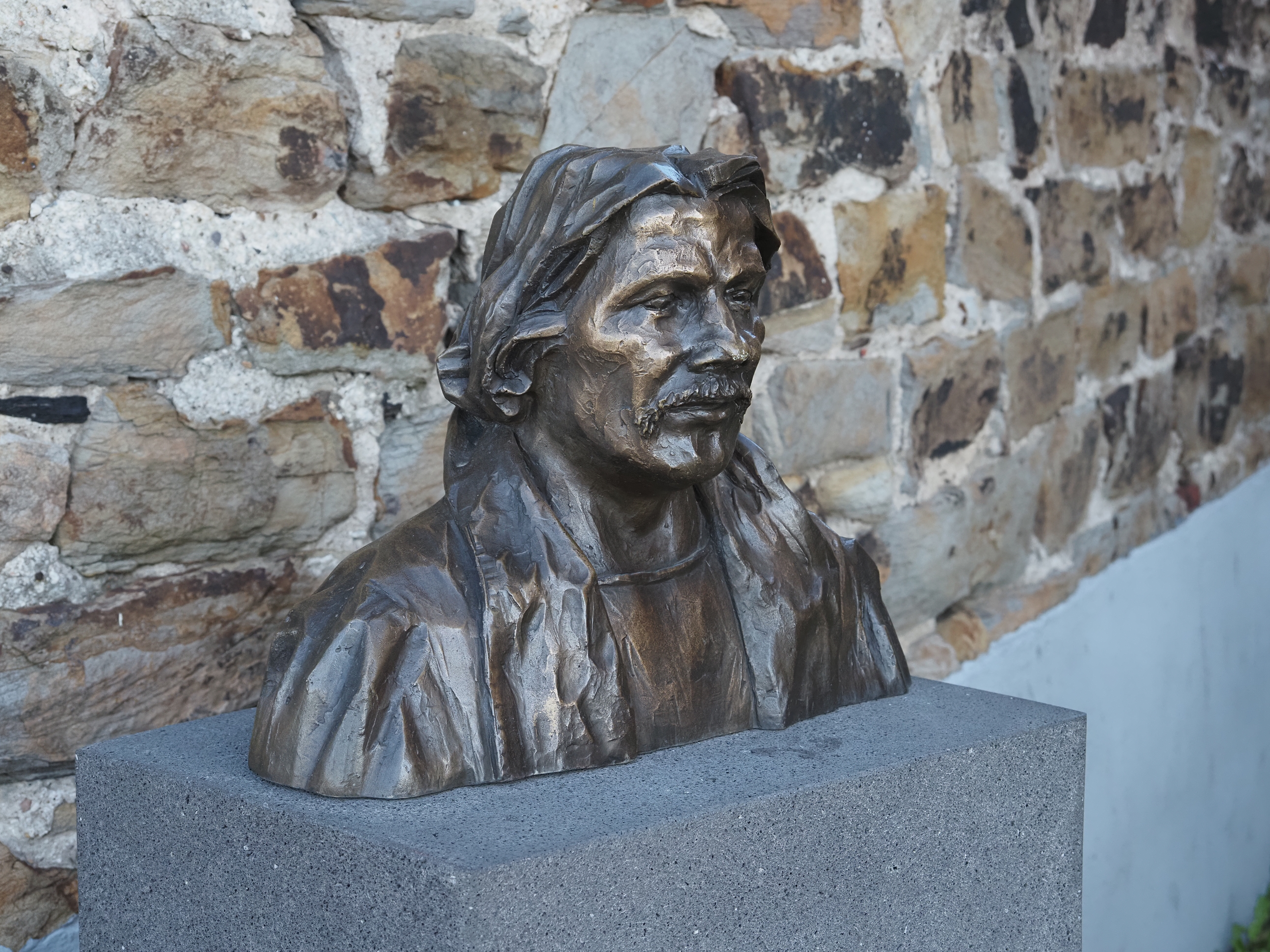
Büste im Detail